# Knieć błotna

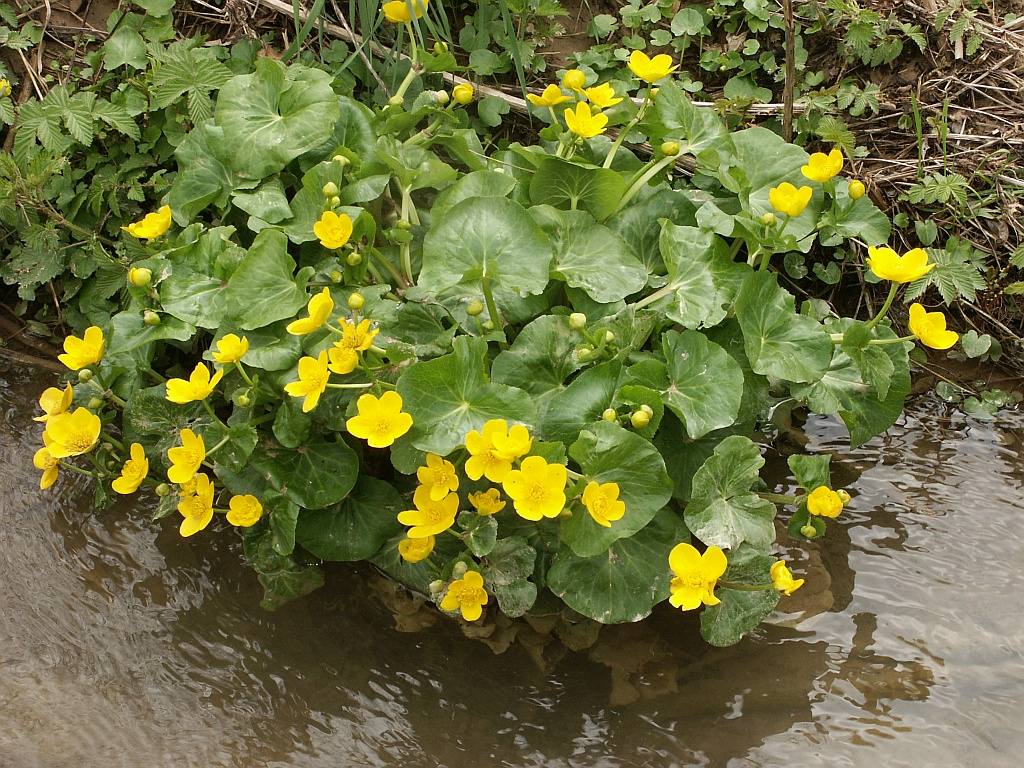
Pokrój

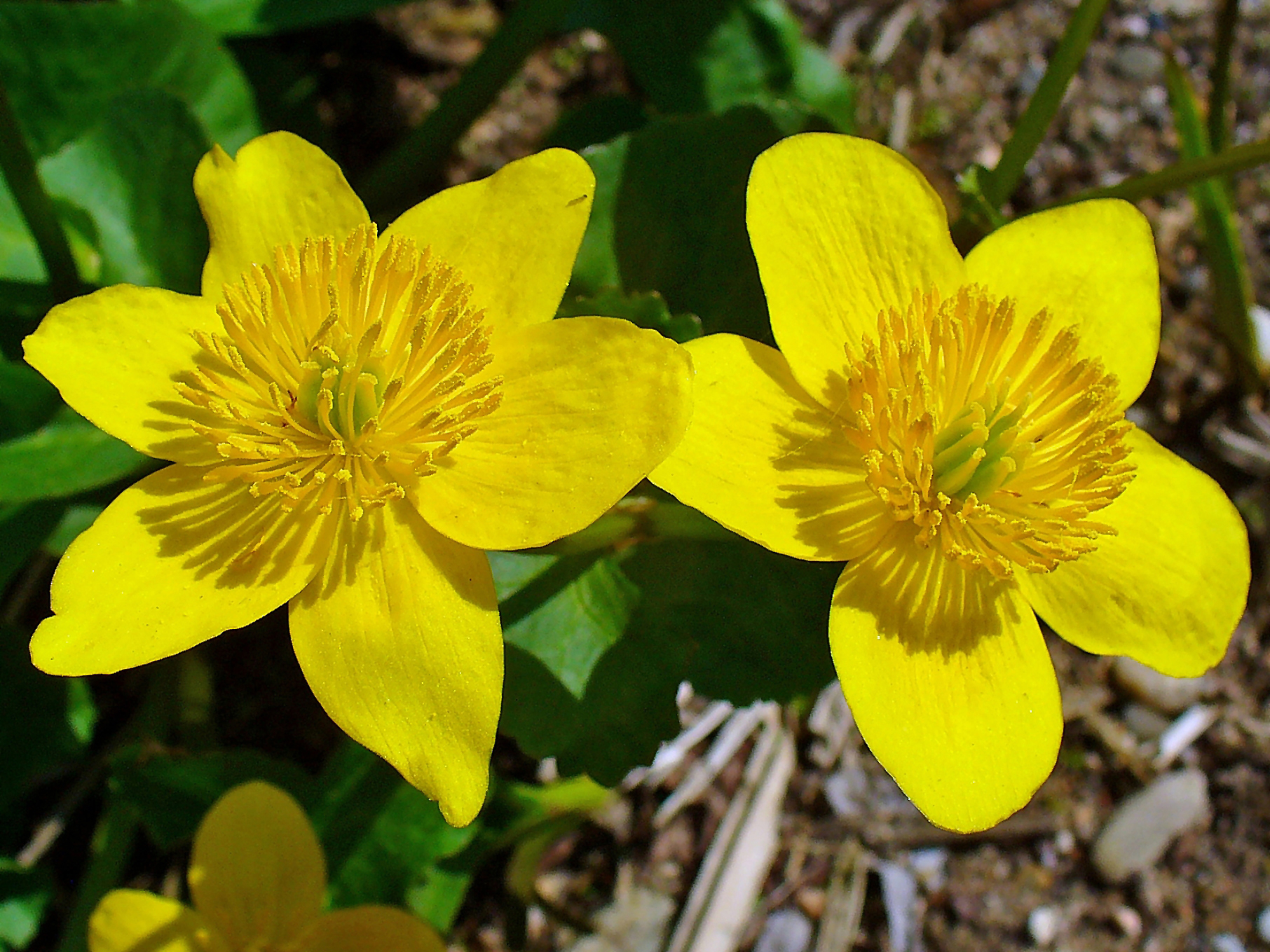
Kwiaty

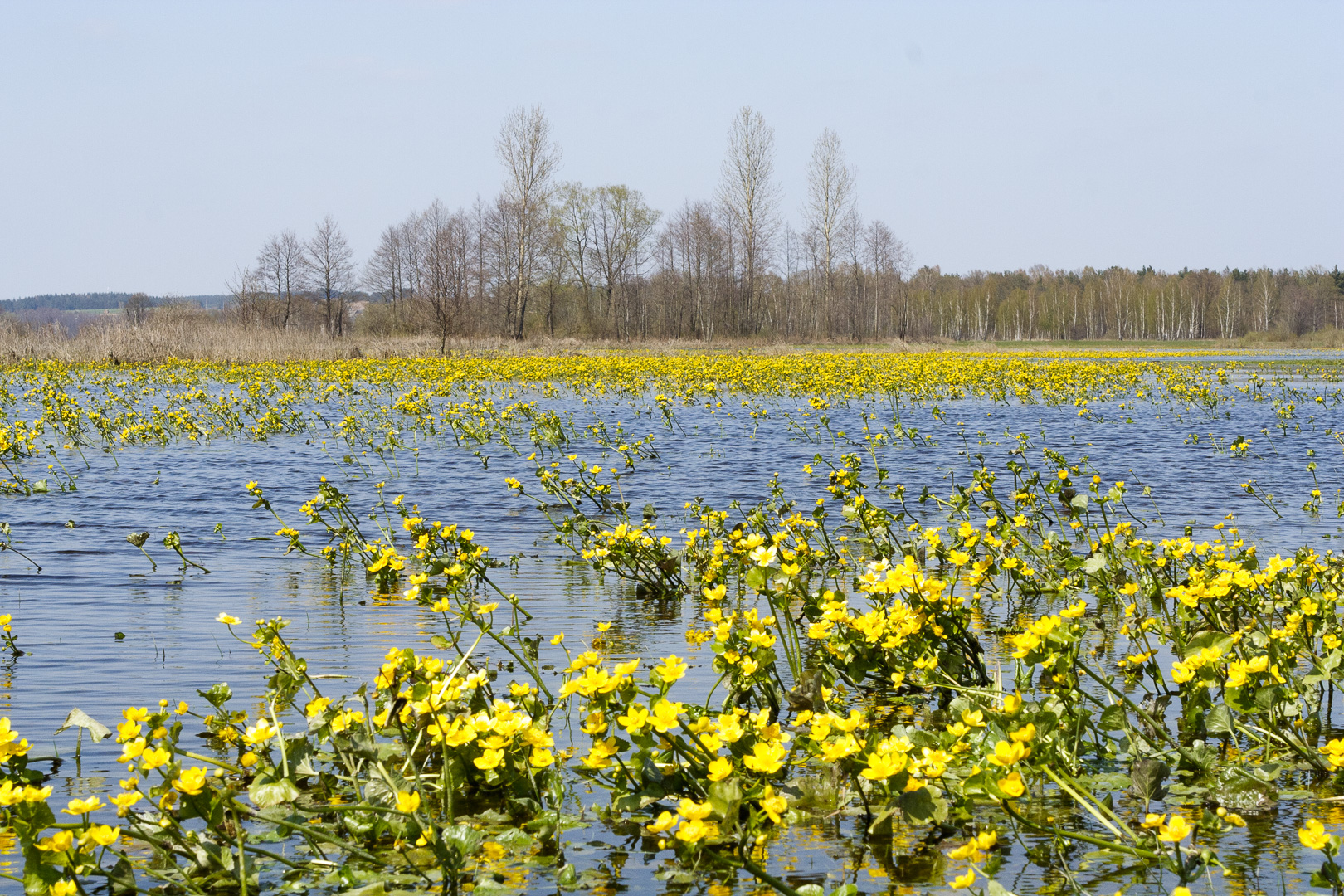
Kaczeńce na wiosennych rozlewiskach Narwi.

Knieć błotna, kaczeniec błotny, kaczyniec błotny (Caltha palustris L.) – gatunek rośliny zielnej należący do rodziny jaskrowatych. Jest szeroko rozprzestrzeniona w strefie umiarkowanej półkuli północnej – występuje w Europie, Azji i Ameryce Północnej z wyjątkiem południowych części tych kontynentów. W Polsce jest rozpowszechniona na niżu i w niższych partiach gór, jednak ustępuje z powodu osuszania siedlisk.

## Morfologia
PokrójRoślina zielna o grubym, niemal bulwiastym kłączu. Na kłączu tym jesienią powstają pąki, z których wczesną wiosną wyrasta pęd nadziemny.
ŁodygaDo 50 cm długości, lekko pokładająca się lub wzniesiona, rozgałęziona, mięsista, pusta i naga.
LiścieOdziomkowe na długich, rynienkowatych ogonkach, liście łodygowe na krótszych lub siedzące i obejmujące łodygę. Blaszki nerkowate, słabo karbowane, nagie, ciemnozielone i błyszczące.
KwiatyNa szczytach rozgałęzień pędu rozwijają się pojedynczo. Kwiaty osiągają ok. 4 cm średnicy. Okwiat tworzy pięć intensywnie żółtych płatków, niekiedy zabarwionych zielonkawo od spodu. Pręciki są bardzo liczne, słupków jest 5-8. W miodnikach u nasady słupków powstaje nektar.
OwoceWielomieszki składające się z jednostronnie otwierających się, lekko wygiętych 5–8 mieszków, zawierających liczne nasiona. U podgatunku nominatywnego owoce są lekko wygięte i zakończone krótkim dzióbkiem, u subsp. cornuta owoce są esowato wygięte i zwieńczone silnie odgiętym dzióbkiem.

## Biologia i ekologia
Bylina, hemikryptofit. Kwitnie od marca do maja lub czerwca. Knieć wabi owady nektarem oraz wzorami na listkach okwiatu składającymi się z plam widocznych dla owadów reagujących na światło ultrafioletowe. Nasiona rozprzestrzeniane są przez wodę.
Roślina trująca. Świeże ziele zawiera anemoninę, która w większych ilościach jest toksyczna. Roślina nie jest zjadana przez bydło. Jeśli znajdzie się w paszy w niewielkiej ilości – nie działa szkodliwie, lecz mlekopędnie. Działanie szkodliwe znika podczas suszenia siana wskutek rozkładu związków szkodliwych. 
Liczba chromosomów 2n = 16, 24, 32, 56.
Wymaga gleb żyznych i wysokiego poziomu wód gruntowych – dobrze znosi zalewy. Rośnie na wilgotnych łąkach, brzegach strumieni, w rowach, na źródliskach i lasach łęgowych. W klasyfikacji zbiorowisk roślinnych gatunek charakterystyczny dla związku (All.) Calthion.

## Zmienność
Występuje w Polsce w zależności od ujęcia systematycznego w trzech lub czterech podgatunkach, aczkolwiek bywają one łączone w jeden podgatunek (subsp. palustris):
- knieć błotna górska Caltha palustris L. subsp. laeta (Schott, Nyman & Kotschy) Hegi, czasem uważana za oddzielny gatunek – knieć górską Caltha laeta Schott, Nyman & Kotschy. Dojrzałe, ale jeszcze nieotwarte mieszki są stulone i wyprostowane, na końcu nagle zwężone w krótki dzióbek[15].
- knieć błotna rożkowata Caltha palustris L. subsp. cornuta (Schott, Nyman & Kotschy) Hegi (synonim Caltha cornuta Schott, Nyman & Kotschy). Ma liście trójkątnienerkowate, szersze niż dłuższe, mieszki silnie esowato wygięte i na końcu tworzące odgięty na zewnątrz dzióbek[9].
- knieć błotna płożąca Caltha palustris L. subsp. radicans (T.F. Forst) Syme
- knieć błotna typowa Caltha palustris L. subsp. palustris

## Zastosowanie
- W agrotechnice roślina wskaźnikowa nadmiernego uwilgotnienia i potrzeby melioracji. Zwalczana na łąkach wczesnym koszeniem, uniemożliwiającym wydanie nasion oraz osuszaniem[11].
- Jest czasami uprawiana jako roślina ozdobna, szczególnie nadająca się na obrzeża oczek wodnych[16]. Nie ma wymagań co do gleby, ważne jest tylko, by była ona stale podmokła, stanowisko powinno być słoneczne[16]. Rozmnaża się przez wysiew nasion jesienią lub przez podział rozrośniętych kęp (najlepiej jesienią).